# Sylvie Parent
Sylvie Parent, né vers 1962 en Saskatchewan, est une femme politique québécoise. Elle est mairesse de Longueuil de 2017 à 2021.

## Biographie
Sylvie Parent naît en Saskatchewan. Elle est la plus jeune d'une famille de huit enfants, dont cinq filles et trois garçons. À l'âge de quatre ans, sa famille revient vivre au Québec, à Sainte-Foy, dans la région de la Capitale-Nationale. À l'âge de 19 ans, elle quitte Québec pour étudier à Trois-Rivières. 
Avec son conjoint, l'entrepreneur Alain Boutin, qu'elle a rencontré en 1981, elle réside à Longueuil depuis les 30 dernières années. Le couple a trois enfants.  

### Formation et carrière
Sylvie Parent se décrit comme une passionnée des relations d'aide. Elle détient un baccalauréat en psychoéducation de l'Université du Québec à Trois-Rivières.
Avant son entrée en politique, elle travaille pour la Direction de la protection de la jeunesse à Montréal et pour le Directeur général des élections du Québec à titre de directrice de scrutin. Sylvie Parent s'est grandement impliquée dans le milieu scolaire à Longueuil, en plus d'être bénévole pour l'école secondaire Jacques-Rousseau.

### Conseillère municipale
Elle fait son entrée au conseil municipal de la Ville de Longueuil lors des élections municipales de 2009. Elle devient alors conseillère municipale du district Fatima-du Parcours-du-Cerf, présidente de la Commission des finances et des ressources humaines de la Ville et coprésidente de la Commission du budget, des finances et de l’administration de l'agglomération de Longueuil.

### Mairesse de Longueuil
Bras droit de Caroline Saint-Hilaire, elle lui succède à la tête du parti Action Longueuil à partir d'avril 2017. Lors des élections municipales de 2017 à Longueuil, elle réussit de justesse à battre son adversaire Josée Latendresse par 110 voix. Elle amorce alors un mandat minoritaire au conseil municipal avec seulement 5 conseillers l'appuyant sur 15. À 55 ans, Sylvie Parent devient la 31e personne à occuper la mairie de Longueuil et seulement la deuxième femme élue à ce poste.
Sylvie Parent est présidente du comité exécutif de la Ville de Longueuil et de l'agglomération de Longueuil, vice-présidente du comité exécutif de la Communauté métropolitaine de Montréal (CMM), membre du comité consultatif agricole de la CMM, membre de l'Autorité régionale de transport métropolitain (ARTM), membre du caucus des grandes villes de l'Union des municipalités du Québec (UMQ), membre du caucus des maires des grandes villes de la Fédération canadienne des municipalités ainsi que membre du comité exécutif de l'UMQ.
Le 24 février 2021, Sylvie Parent annonce qu'elle ne se sollicitera pas de nouveau mandat lors des élections municipales de 2021.